# Городянский, Дэвид
Дэвид Городянский (англ. David Gorodyansky; род. 7 февраля 1982, Москва, СССР) —  американский предприниматель и бизнес-ангел. Городянский главный исполнительный директор компании AnchorFree, которую он основал в 2005 году совместно с Юджином Малобродским. AnchorFree — разработчик Hotspot Shield, бесплатной проприетарной ПО для организации виртуальной частной сети. Городянский инвестировал в проект «GlobeIn», e-commerce стартап для ремесленников и «Venturocket», новую систему поиска сотрудников и работодателей.
Городянский также является писателем, внёсшим свой вклад в Forbes и Inc. Magazine. Он также сторонник социального предпринимательства.

## Биография
Городянский родился в Москве, когда ему было 9 лет, его семья эмигрировала в США, поселившись в городе Пало-Альто.
Его родители, Павел Городянский и Жанна Городянская, были инженерами по программным системам и вычислительной технике.
Во время учёбы в местной школе Пало-Альто, Городянский встретил Юджина Малобродского, который был эмигрантом из Литвы. Вместе они стали соучредителями множества компаний.
Городянский начал заниматься предпринимательством в 20 лет: в 2002 году еще учась в колледже, он со своим другом Малобродским основал компанию «Intelligent Buying», которая продавала сетевое оборудование. Они ушли из компании в 2005 году, чтобы «вложить капитал во что-то, что окажет реальное влияние в мире».
В 2005 году Городянский и его друг основали «AnchorFree». «AnchorFree» - создатель «Hotspot Shield», бесплатное проприетарное программное обеспечение для организации виртуальной частной сети, обеспечивающей безопасную передачу данных по шифрованному соединению, защищенному от прослушивания.
В 2011 «Hotspot Shield» активно использовался оппозиционерами во время «арабской весны», когда правительства взбунтовавшихся стран блокировали доступ к Facebook, YouTube и Twitter. ПО использовалось, более одним миллионом пользователей во время египетской революции 2011 года. В 2012 году Городянский получил премию от «Academy of Achievement» и встретился с судьями Верховного Суда Соединенных Штатов.

## Инвестирование
Городянский инвестировал в проект «GlobeIn», e-commerce стартап для ремесленников и «Venturocket», новую систему поиска сотрудников и работодателей.  Он также вложил капитал в компанию «Modern Meadow», которая стремится выращивать кожу коровы и говядину из стволовых клеток. В 2013 году Городянский стал инвестором документального фильма «#chicagoGirl: The Social Network Takes on a Dictator», который рассказывает о родившимся в Сирии студенте колледжа. Этот студент и активист координировал кампанию в социальных сетях, чтобы помочь протестующим в ходе сирийской Гражданской войны.

## Награды
В 2014 году Городянский получил премию года «Ernst & Young Entrepreneur». Он был назван одним из 100 самых интригующих предпринимателей Goldman Sachs .